# Конти (Сомма)
Конти (фр. Conty) — коммуна на севере Франции, регион О-де-Франс, департамент Сомма, округ Амьен, кантон Айи-сюр-Нуа. Расположена в 24 км к юго-западу от Амьена и в 6 км от автомагистрали А16 "Европейская", на берегу притока Соммы Сель.
Население (2018) — 1 773 человек.
Название поселка дало имя младшей ветви французского королевского дома Бурбонов – принцам Конти.

## Достопримечательности
- Церковь Святого Антуана XV-XVI веков в стиле пламенеющей готики
- Церковь Святого Ведаста XVIII века в стиле барокко
- Шато де Вайи XVIII века
- Шато де Лузьер XVIII века

## Экономика
Уровень безработицы (2017) — 16,3 % (Франция в целом — 13,4 %, департамент Сомма — 15,9 %). 

Среднегодовой доход на 1 человека, евро (2018) — 20 160 (Франция в целом — 21 730, департамент Сомма — 20 320).

## Демография
Динамика численности населения, чел.

## Администрация
Пост мэра Конти с 2014 года занимает Паскаль Боен (Pascal Bohin), член Совета департамента Сомма от кантона Айи-сюр-Нуа. На муниципальных выборах 2020 года возглавляемый им список победил во 2-м туре, получив 33,93 % голосов (из четырех списков).
| Период | Период | Фамилия          | Партия        | Примечания                                                               |
| ------ | ------ | ---------------- | ------------- | ------------------------------------------------------------------------ |
| 1966   | 1983   | Клод Жёнеметр    |               | член Генерального совета департамента                                    |
| 1983   | 1989   | Габриэль Леостик |               |                                                                          |
| 1989   | 1995   | Андре Оссис      |               | член Генерального совета департамента                                    |
| 1994   | 2014   | Ги Лашерес       | Разные правые | профессор, член Генерального совета департамента                         |
| 2014   |        | Паскаль Боен     | Республиканцы | государственный служащий, член Генерального совета и Совета департамента |

## Галерея

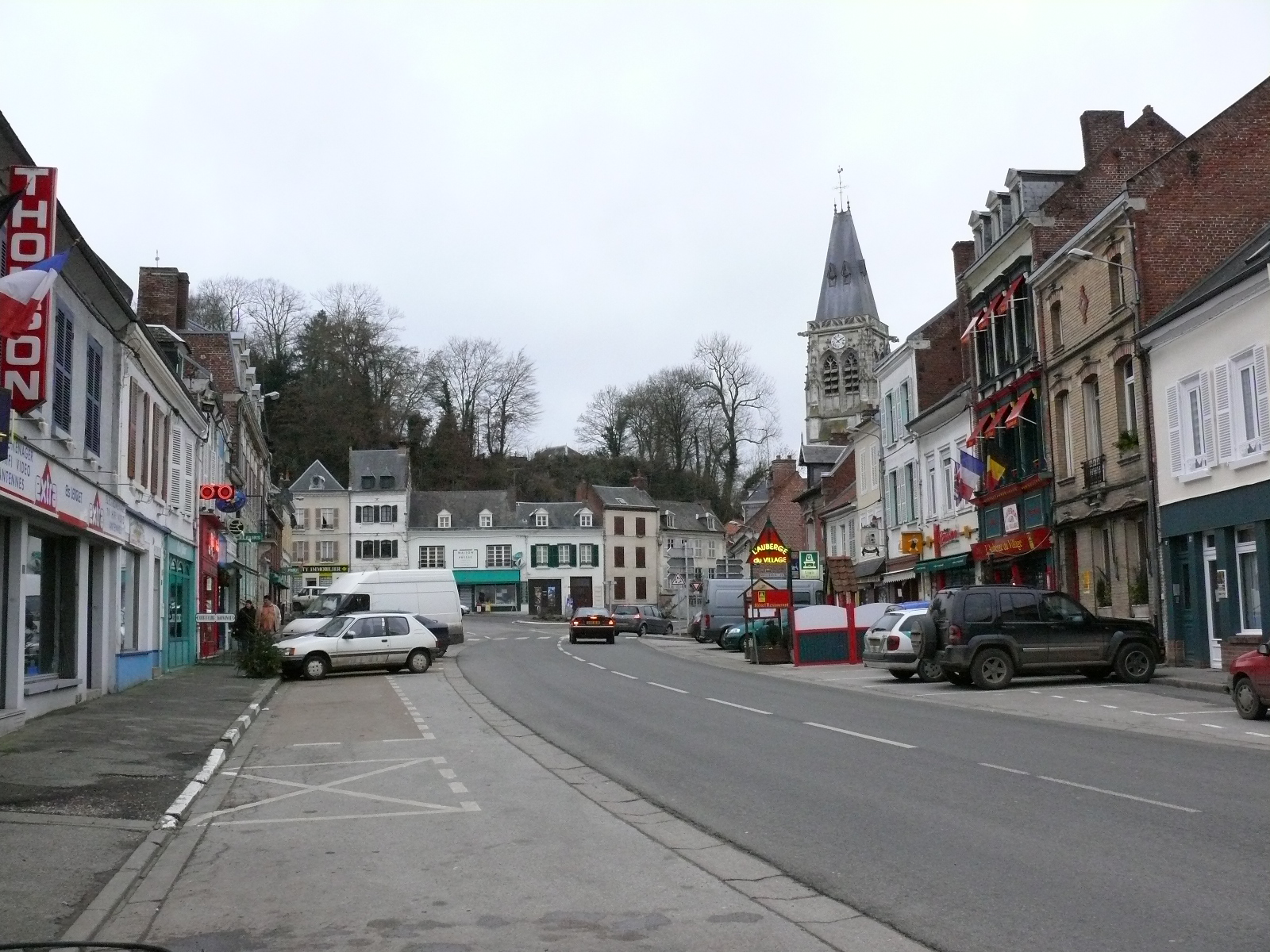
Площадь в центре коммуны
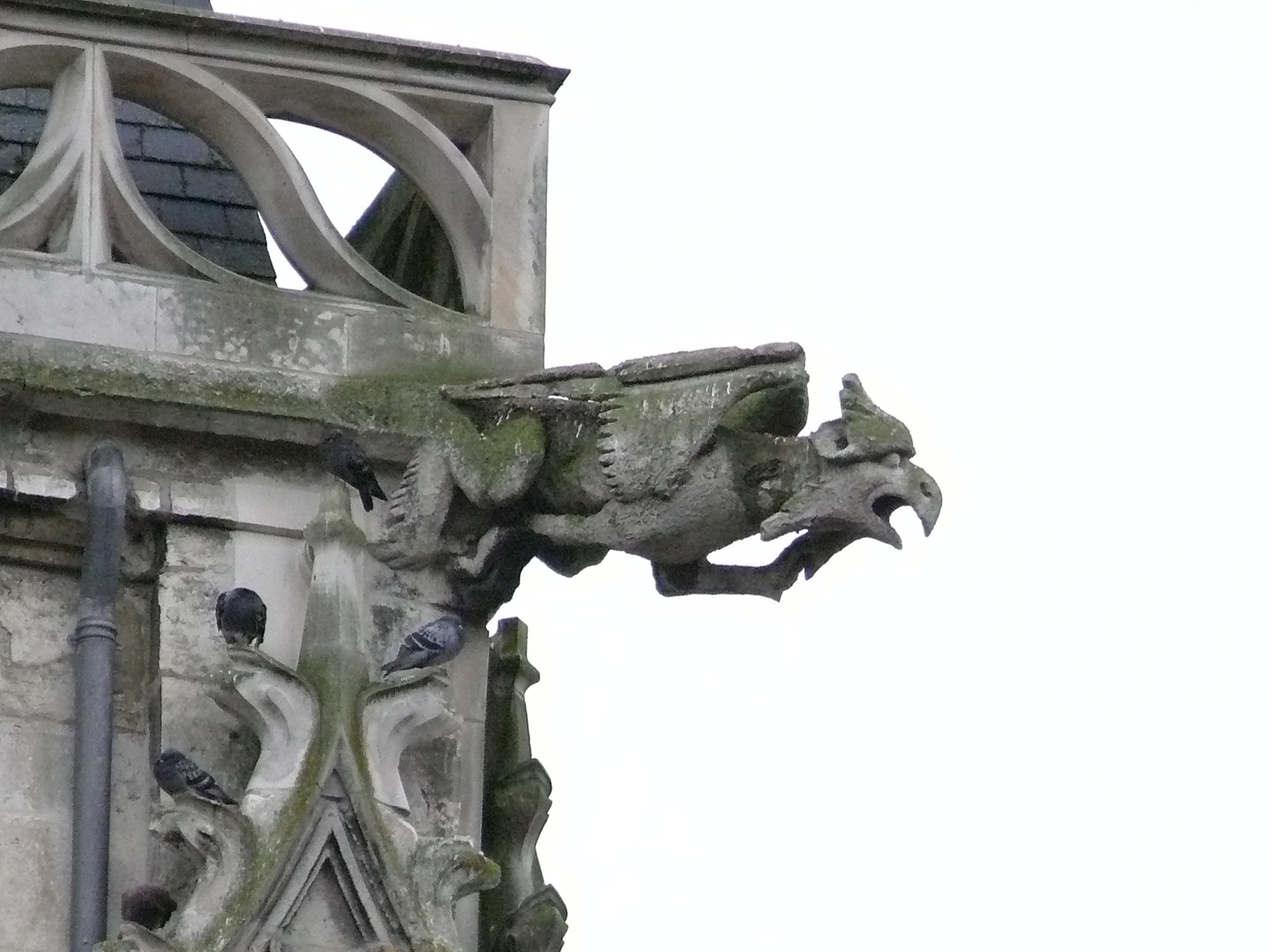
Горгулья церкви Святого Антуана
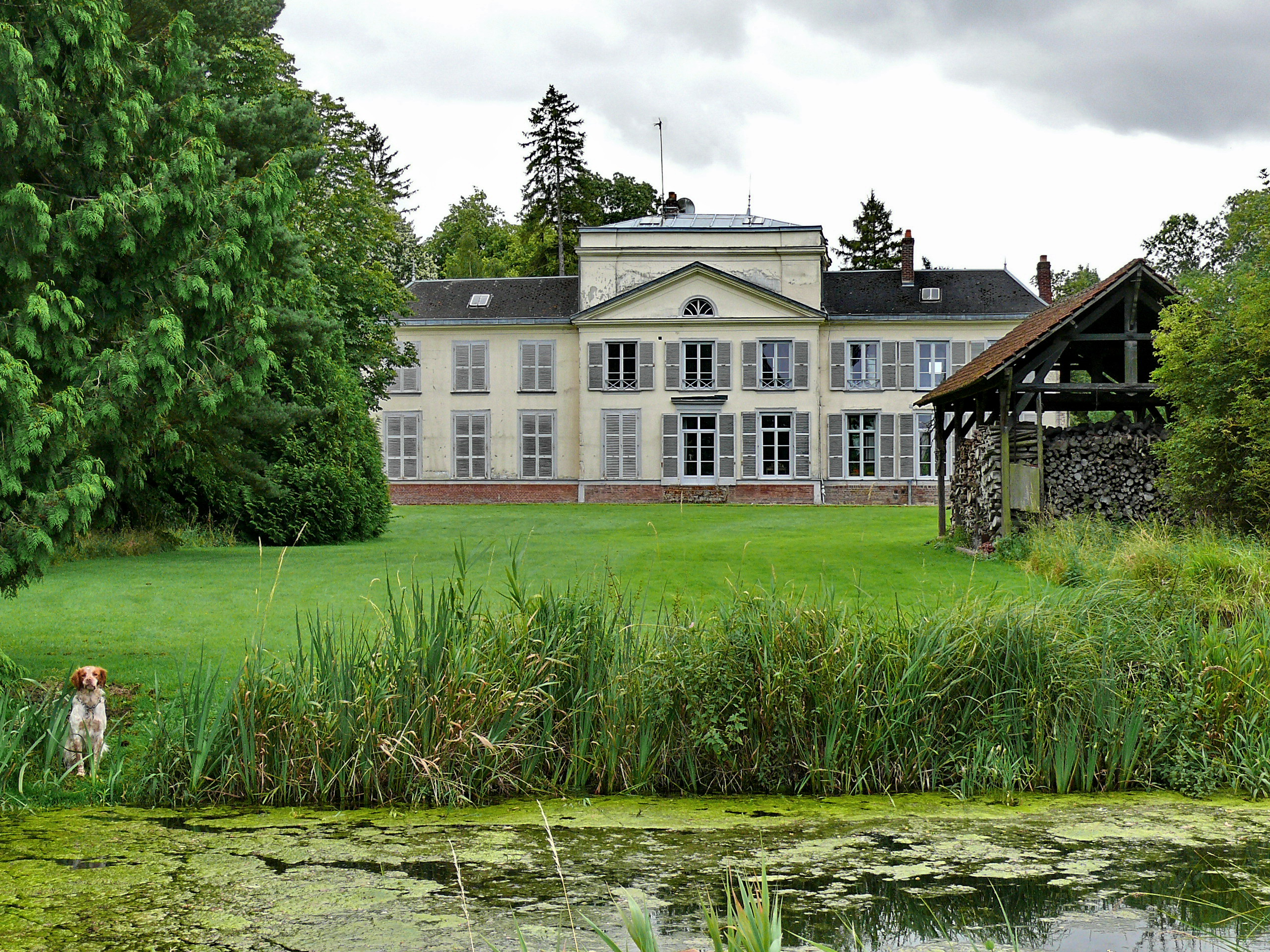
Шато де Лузьер

1. 1 2  база данных о французских коммунах — Национальный географический институт Франции, 2015.
2. ↑  https://data.geopf.fr/telechargement/download/GEOFLA/GEOFLA_2-2_COMMUNE_SHP_LAMB93_FXX_2016-06-28/GEOFLA_2-2_COMMUNE_SHP_LAMB93_FXX_2016-06-28.7z — 2016.